# ジュニアリーダークラブ長井組
ジュニアリーダークラブ長井組（Junior Leader Club Nagaigumi)は山形県長井市を中心に活動する、子ども会の組織である。
名称はJLC長井組や単に長井組などと称される。活動拠点は長井市豊田地区で、同地区に本部を置く。

## 概要
長井市内の小学生から社会人までの十数名からなる。2003年から活動を開始。
主な、活動内容は子供のリーダーの育成、地元における親子を対象とした催し物の企画、運営などである。設立目的は将来のリーダー、ひいてはトップリーダーの育成である。
主に長井市内での活動が中心であるが、活動範囲は県内にも及ぶ。

## 沿革
2002年（平成14年）の夏、当時中学2年生だった4人の男子生徒その5人が、主に出身小学校が同じという理由で意気投合し、同年に米沢市で開催されたジュニアリーダー講習会に参加、それがきっかけとなり子ども会活動に関心を持つようになる。その段階ではまだジュニアリーダーとしての組織化はされていない。名称も未決定。
8月、全国子ども会連合会主催の
9月、本格的に活動するため助言者と称して教育委員会から特使が派遣される。その際の会合ではボランティアサークルとして活動すること、無償で社会に奉仕することを条件に教育委員会から活動の場を提供される。名称は豊田組（仮）
10月4 - 6日に山形県ジュニアリーダー研修会に参加。危険予知トレーニング、バルーンアート講習、幼稚園児との育児体験、キャンプファイアー等を初めて経験する。これを機に県内のジュニアリーダーとして活動するようになる。
10月中旬、メンバーが2名増える。
現在の活動は、休止状態である。